# Phaenocytus
Phaenocytus är ett släkte av steklar som beskrevs av Graham 1969. Phaenocytus ingår i familjen puppglanssteklar.
Släktet innehåller bara arten Phaenocytus glechomae.